# Быконя, Валентина Викторовна
Валенти́на Ви́кторовна Быко́ня (30 января 1947 — 17 апреля 2014) — советский и российский лингвист, крупнейший специалист по селькупскому языку. Доктор филологических наук, профессор. Один из авторов-составителей «Селькупско-русского диалектного словаря» (2005 г.).

## Биография
В 1970 году окончила факультет иностранных языков ТГПИ, в 1979 году — аспирантуру при ТГПИ и там же в 1980 году защитила диссертацию на соискание учёной степени кандидата филологических наук по теме «Структурно-семантическая характеристика локальных уточнителей в селькупском языке». В Марийском государственном университете (специальность 10.02.07 — финно-угорские и самодийские языки); официальные оппоненты — доктор филологических наук, профессор А. И. Кузнецова, доктор филологических наук Н. И. Исанбаев и доктор филологических наук Г. И. Лаврентьев; ведущее учреждение — Институт филологии Сибирского отделения РАН.
С 1970 года на преподавательской работе в ТГПИ (с 1970 по 1987 год ассистент, аспирант, старший преподаватель, и.о. заведующего кафедрой, доцент; с 1987 по 1993 год и с 1996 по 2006 год заведующая кафедрой немецкого языка ТГПИ (с 1995 года — Томский государственный педагогический университет); с 2006 года — заведующая кафедрой перевода и переводоведения ТГПУ.